# Life in a Year - Un anno ancora
Life in a Year - Un anno ancora (Life in a Year) è un film del 2020 diretto da Mitja Okorn.

## Trama
Daryn, 17 anni, brillante nello studio e nello sport, è destinato dal padre a frequentare le migliori università per costruirsi una vita di successo. Ma ha una passione segreta per il rap, e cercando di entrare a un concerto conosce la giovane ed eccentrica Isabelle, di cui si innamora a prima vista. Alla fine riuscirà a conquistarla, ma scoprirà anche che purtroppo non le rimane molto da vivere a causa di un tumore ormai incurabile. Allora decide di dedicarsi completamente a lei e di farle vivere in un anno il maggior numero possibile di esperienze positive, pianificandole come il padre aveva fatto con la sua esistenza, fino all'ineluttabile addio.

## Produzione
Le riprese del film sono iniziate nell'aprile 2017 a Toronto.

## Promozione
Il trailer del film è stato diffuso il 25 novembre 2020.

## Distribuzione
La pellicola è stata distribuita negli Stati Uniti su Prime Video a partire dal 27 novembre 2020, mentre in Italia su Netflix dal luglio 2021.